# Kongdzsu
Kongdzsu város Dél-Korea Dél-Cshungcshong tartományában. A mai város 1995-ben jött létre Kondzsu és az azonos nevű megye összeolvasztásával. A kormány tervei szerint Kongdzsu–Jongi lenne a helyszíne Dél-Korea tervezett új fővárosának, melynek építésére 45 milliárd amerikai dollárt kívánnak költeni. A város végül Szedzsong néven 2012-ben nyitotta meg a kapuit az egykori Jongi megye területén és részleges adminisztratív központként funkcionál. A település része a pekcsei történelmi régiónak, mely az UNESCO Világörökséghez tartozik.

## Ismert szülöttei
- Kim Dzsedzsung, a JYJ/TVXQ énekese[6]
- Taegoon, énekes
- Pak Cshanho, baseballjátékos